# Secqueville-en-Bessin
Secqueville-en-Bessin era una comuna francesa situada en el departamento de Calvados, de la región de Normandía, que el uno de enero de 2016 pasó a ser una comuna delegada de la comuna nueva de Rots al fusionarse con las comunas de Lasson y Rots.

## Demografía
| Gráfica de evolución demográfica de Secqueville-en-Bessin entre 1800 y 2014 |
|                                                                             |

Los datos demográficos contemplados en este gráfico de la comuna de Secqueville-en-Bessin se han cogido de 1800 a 1999 de la página francesa EHESS/Cassini, y los demás datos de la página del INSEE.